# Amígo (nummer van Chef'Special)
Amígo is een nummer van de Nederlandse band Chef'Special uit 2016. Het is de derde single van hun gelijknamige derde studioalbum.
"Amígo" is een vrolijk nummer dat gaat over het sluiten van nieuwe vriendschappen. Het nummer werd een radiohit in Nederland, maar haalde de Nederlandse Top 40 niet. In plaats daarvan bleef het steken op een 2e positie in de Tipparade. Wel staat het hoog genoteerd in de NPO Radio 2 Top 2000.

## NPO Radio 2 Top 2000
| Nummer met noteringen in de NPO Radio 2 Top 2000 | '17 | '18 | '19 | '20 | '21 | '22 | '23 | '24 |
| ------------------------------------------------ | --- | --- | --- | --- | --- | --- | --- | --- |
| Amígo                                            | 493 | 506 | 664 | 562 | 434 | 517 | 576 | 634 |

1. ↑  Een vetgedrukt getal geeft de hoogste notering aan.
2. ↑  2017 was het eerste jaar met een notering voor dit nummer.